# 바위게상과
바위게상과(Grapsoidea)는 십각목에 속하는 게 상과의 하나이다. 이 상과는 잘 알려진 편이며, 지상종(육상에서 사는)과 반지상종(육상에서 살며, 바다에서 생식 활동을 하는) 그리고 담수종(민물에서 사는) 등 다양한 분류군을 포함하고 있다. 잘 알려진 종으로 참게(Eriocheir sinensis)가 있다.
바위게과와 톱장절게과의 분류 범위는 개정이 필요하다. 적어도 톱장절게과는 단계통군이 아니다. 사각게과의 몇몇 속도 마찬가지이다.
바위게상과는 달랑게상과와 가장 밀접한 관계에 있다. 사실, 이들 상과는 서로에 대하여 측계통군 관계에 있는 것으로 보이며, 달랑게상과를 바위게상과에 통합하는 것은 정당한 것으로 여겨진다.

## 하위 분류
- 뭍게과 (Gecarcinidae)
- Glyptograpsidae
- 바위게과 (Grapsidae)
- 톱장절게과 (Plagusiidae)
- 사각게과 (Sesarmidae)
- 참게과 (Varunidae)
- Xenograpsidae